# Le P'tit train de l'Yonne
Le P'tit train de l'Yonne est un chemin de fer touristique et historique, qui circule sur un parcours de 5 km d'une voie de 60, à Massangis dans l'Yonne en région Bourgogne. Il emprunte un tronçon du tracé de l'ancienne ligne à voie métrique Laroche - L'Isle-Angely utilisée de 1887 à 1951 par le Tacot du Serein.

## Histoire
En 1887 sont inaugurés les 75 km de la ligne à voie métrique de Laroche - Migennes à L'Isle-sur-Serein par la Compagnie de chemins de fer départementaux (CFD). Baptisé familièrement Tacot du Serein, il va pendant 70 ans transporter voyageurs et marchandises plus rapidement que les moyens de transports traditionnels. Vaincu par la concurrence de la route, le petit train arrête ses circulations le 31 décembre 1951, la voie est déferrée deux ans plus tard.
En 1983 une autre histoire débute avec la création de l'association « Train Petite Vitesse de Massangis », elle s'installe dans l'une des haltes, la gare de Massangis, et construit sa voie de 60 cm sur la trace de l'ancien Tacot, en utilisant notamment le pont de pierre de Champreau, datant de l'origine de la ligne, et un passage à niveau des années 1960.

## Offre touristique
Parcours d'une heure, en aller retour à partir de la gare de Massangis, dans la vallée du Serein à bord de l'une des deux rames tractées par d'anciens locotracteurs qui se croisent à mi parcours sur une voie d'évitement. Un petit musée ferroviaire complète le voyage.
Le train circule, de 14h30 à 17h30, les dimanches et jours fériés du 8 mai au troisième dimanche de septembre. Pour les groupes des circulations sont organisées, sur réservation, hors de des jours ouvrables.